# فرانسوا لکوانتر
فرانسوا لکوانتر (به فرانسوی: François Lecointre) متولد ۱۹۶۲ در شربور-اکتویل فرانسه است.
«پیر دو ویلیه» به دلیل اختلاف با مکرون بر سر کاهش بودجه دفاعی، از فرماندهی نیروهای مسلح استعفا کرد؛ مکرون رئیس جمهوری ۳۹ ساله فرانسه، بلافاصله ژنرال فرانسوا لکوانتر ۵۵ ساله را جانشین دوویلیه کرد.